# Schloss Rogau (Rogów Opolski)

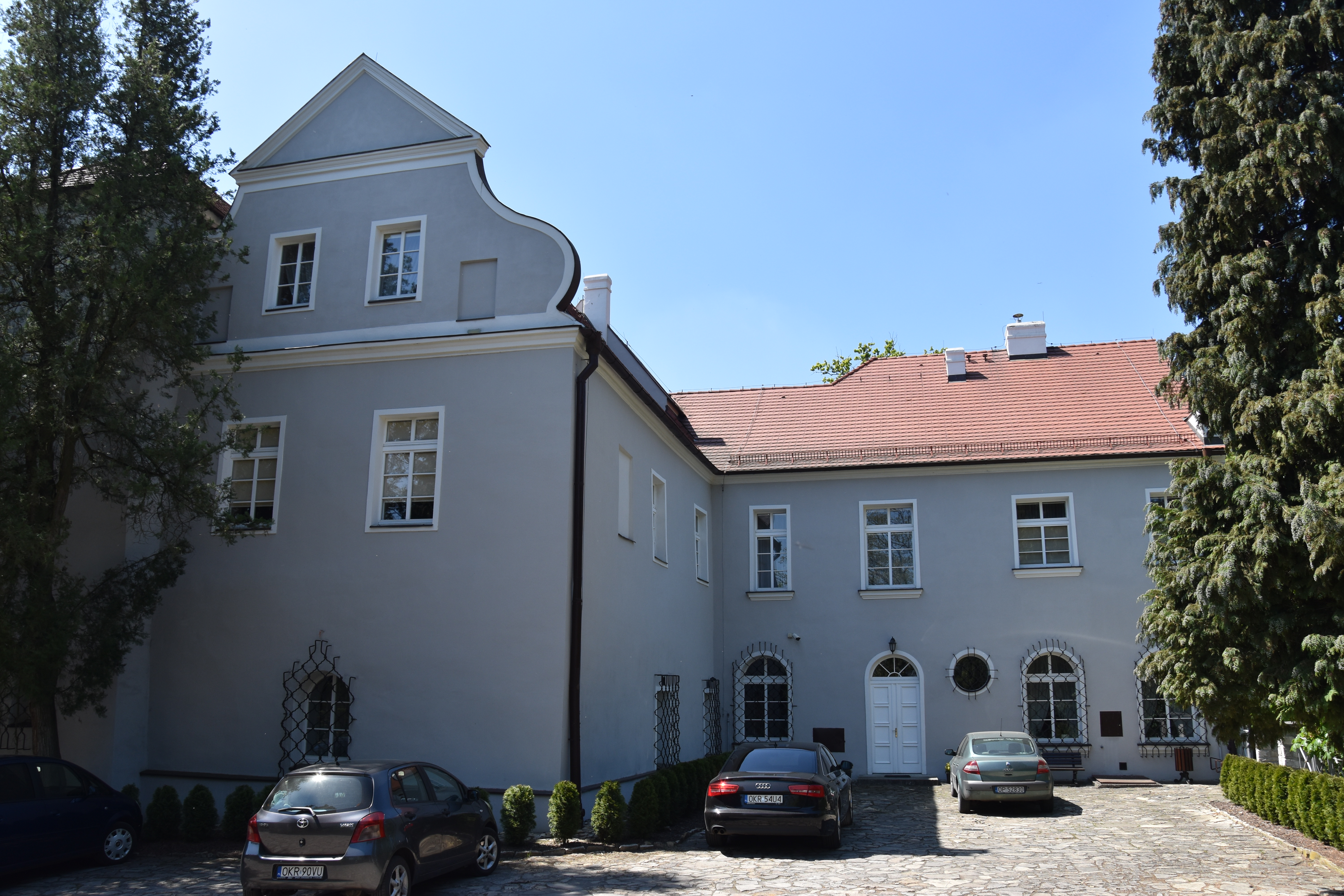
Schloss Rogau

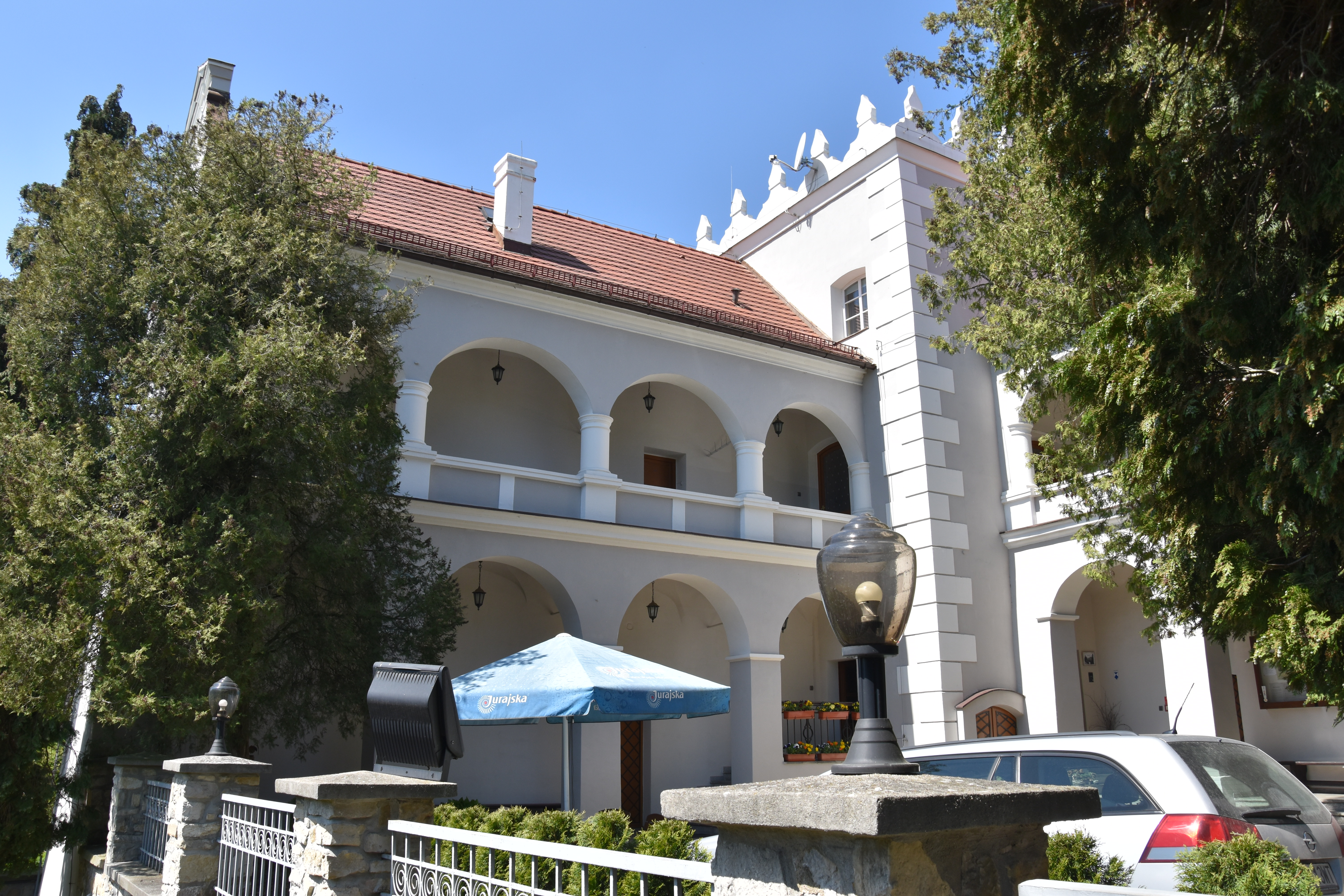
Innenhof

Das Schloss Rogau (polnisch Zamek w Rogowie Opolskim) ist eine Schlossanlage in Rogów Opolski (Rogau) im Powiat Krapkowicki. Es liegt am südlichen Dorfende an einem Steilufer der Oder.

## Geschichte
Das Schloss Rogau entstand um 1600 im Stil der Renaissance. Ab der zweiten Hälfte des 18. Jahrhunderts bis 1945 gehörte es dem Adelsgeschlecht Haugwitz. Zu Beginn des 19. Jahrhunderts wurde es im Stil des Klassizismus umgebaut und nach Norden hin erweitert.
Nach dem Übergang Schlesiens an Polen 1945 wurde der Schlossbau zwischen 1967 und 1976 saniert und teils wieder in seine ursprünglichen Formen der Renaissance umgestaltet. Seit 1976 befindet sich eine Außenstelle der Bibliothek der Universität Opole in dem Gebäude, welche die Handschriften- und Kartensammlung beinhaltet.
Der Schlossbau steht seit 1950 unter Denkmalschutz.

## Architektur

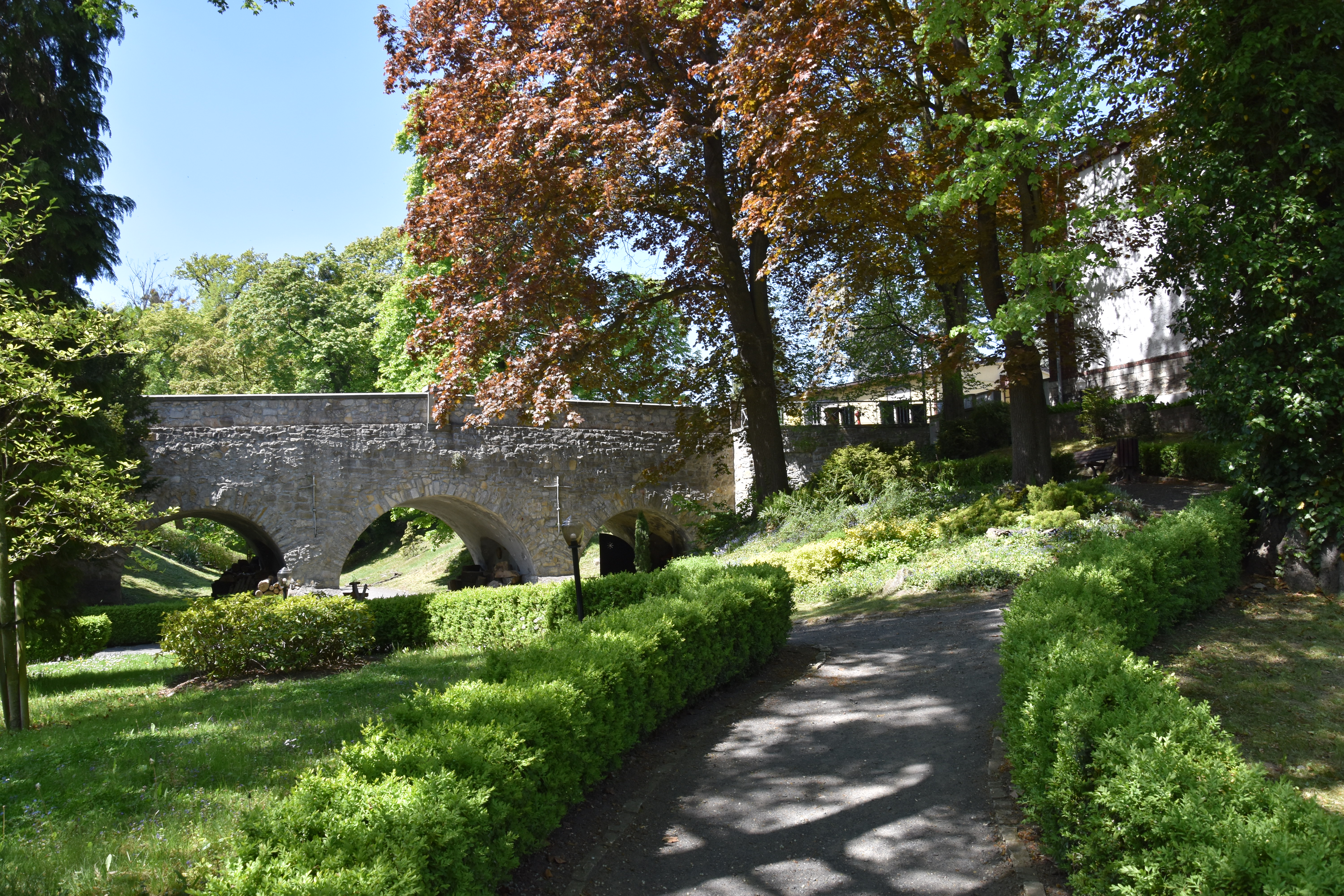
Schlossgarten

Das Schloss ist eine zweigeschossige verputzte Schlossanlage. Der Südost-Flügel entstand auf einem winkelförmigen Grundriss. Dieser umgibt einen zweiseitig geschlossenen Hof mit einem offenen Arkadengang. In der Mitte befindet sich der dreigeschossige Turm mit einer Attika im Stil der Renaissance. Der Nordflügel entstand zu Beginn des 19. Jahrhunderts im klassizistischen Stil. Dieser dreigeschossige Bau entstand auf einem quadratischen Grundriss.